# Geometría compleja

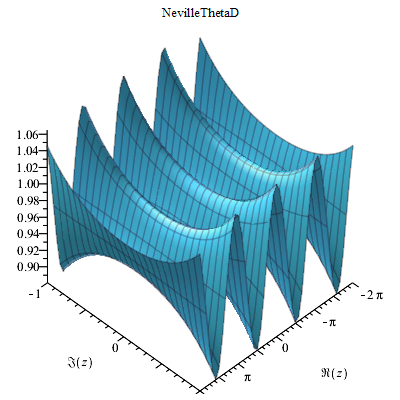
Ejemplo de una variedad compleja: gráfico de una de las funciones theta de Neville

En matemáticas, la geometría compleja es el estudio de las estructuras y construcciones geométricas que surgen de los números complejos o están descritas por ellos. En particular, se ocupa del estudio de espacios tales como variedades complejas y variedades algebraicas complejas, funciones de múltiples variables complejas y construcciones holomorfas como haces de vectores holomorfos y paquetes coherentes. La aplicación de métodos trascendentes a la geometría algebraica cae en esta categoría, junto con aspectos más geométricos del análisis complejo.
La geometría compleja se encuentra en la intersección de la geometría algebraica, la geometría diferencial y el análisis complejo, y utiliza herramientas de las tres áreas. Debido a la combinación de técnicas e ideas de diversas áreas, los problemas de geometría compleja suelen ser más manejables o concretos que otros tipos de cuestiones en general. Por ejemplo, la clasificación de variedades complejas y variedades algebraicas complejas a través de un programa de modelo mínimo y la construcción de espacio de módulos distingue el campo de la geometría diferencial, donde la clasificación de posibles variedad diferenciables es un problema significativamente más difícil. Además, la estructura adicional de geometría compleja permite, especialmente en su configuración compacta, que los resultados de análisis global se prueben con gran éxito, incluida la prueba de Shing-Tung Yau de la conjetura de Calabi, la correspondencia de Hitchin-Kobayashi), la correspondencia no abeliana de Hodge y resultados de existencia para métricas de Kähler-Einstein y para la métrica de Kähler de curvatura escalar constante. Estos resultados a menudo retroalimentan la geometría algebraica compleja y, por ejemplo, recientemente la clasificación de variedades de Fano usando la K-estabilidad se ha beneficiado enormemente tanto de las técnicas de análisis como de la geometría birracional pura.
La geometría compleja tiene aplicaciones importantes en la física teórica, donde es esencial para comprender la teoría conforme de campos; y la teoría de cuerdas y su simetría especular. A menudo es una fuente de ejemplos en otras áreas de las matemáticas, incluso en la teoría de representación, donde las variedades de banderas generalizadas puede estudiarse utilizando geometría compleja que conduce al teorema de Borel-Weil-Bott, o en topología simpléctica, donde las variedades de Kähler son simplécticas, en Geometría de Riemann donde las variedades complejas proporcionan ejemplos de estructuras métricas exóticas como la variedad de Calabi-Yau y la hipervariedad de Kähler, y en teoría de calibres, donde los haces de vectores holomorfos a menudo permiten obtener soluciones para ecuaciones diferenciales importantes que surgen de la física, como las ecuaciones de Yang-Mills. La geometría compleja también tiene un impacto en la geometría algebraica pura, donde los resultados analíticos en entornos complejos, como la teoría de Hodge de variedades de Kähler inspiran la comprensión de la estructura de Hodge para variedades y esquemas, así como la teoría p-ádica de Hodge, una teoría de la deformación para variedades complejas inspira la comprensión de la teoría de deformación de los esquemas, y los resultados sobre la cohomología de variedades complejas inspiraron la formulación de las conjeturas de Weil y las conjeturas estándar de Alexander Grothendieck. Por otro lado, los resultados y técnicas de muchos de estos campos a menudo retroalimentan la geometría compleja y, por ejemplo, los avances en las matemáticas de la teoría de cuerdas y la simetría especular han revelado mucho sobre la naturaleza de las variedades de Calabi-Yau, que los teóricos de cuerdas predicen que debería tener la estructura de fibraciones lagrangianas a través de la conjetura SYZ, y el desarrollo de la teoría de Gromov–Witten de variedades simplécticas ha llevado a avances en geometría enumerativa de variedades complejas.
La conjetura de Hodge, uno de los problemas del milenio, es una cuestión de geometría compleja.

## Idea general

Un ejemplo típico de espacio complejo es la esfera de Riemann. Puede verse como una esfera, una variedad suave que surge de la geometría diferencial, o como una esfera de Riemann, una extensión del plano complejo agregando un punto del infinito

En términos generales, la geometría compleja se refiere a espacios y objetos geométricos que, en cierto sentido, están modelados en el plano complejo. Características del plano complejo y del análisis complejo de una sola variable, como una noción intrínseca de orientabilidad (es decir, poder rotar consistentemente 90 grados en sentido antihorario en cada punto del plano complejo) y de la rigidez de las funciones holomorfas (es decir, la existencia de una única derivada compleja implica una diferenciabilidad compleja en todos los órdenes) se manifiestan en todas las formas de estudio de la geometría compleja. Como ejemplo, cada variedad compleja es canónicamente orientable, y una forma del teorema de Liouville se aplica a variedades complejas compactas o a variedades algebraicas complejas proyectivas.
La geometría compleja tiene una concepción diferente a lo que podría llamarse geometría real, el estudio de espacios basado en las propiedades geométricas y analíticas de la recta real. Por ejemplo, mientras que las variedades diferenciables admiten particiones de la unidad, colecciones de funciones suaves que pueden ser idénticamente iguales a uno en algún conjunto abierto, e idénticamente cero en otros lugares, las variedades complejas no admiten tales colecciones de funciones holomorfas. De hecho, esta es la manifestación del teorema de identidad, un resultado típico en un análisis complejo de una sola variable. En cierto sentido, la novedad de la geometría compleja puede remontarse a esta observación fundamental.
Es cierto que toda variedad compleja es, en particular, una variedad realmente suave. Esto se debe a que el plano complejo {\displaystyle \mathbb {C} } es, después de olvidar su estructura compleja, isomorfo al plano real {\displaystyle \mathbb {R} ^{2}}. Sin embargo, la geometría compleja no suele verse como un subcampo particular de la geometría diferencial, el estudio de variedades suaves. En particular, el teorema GAGA de Serre afirma que cada variedad analítica proyectiva es en realidad una variedad algebraica, y el estudio de datos holomórficos en una variedad analítica es equivalente al estudio de datos algebraicos.
Esta equivalencia indica que la geometría compleja está, en cierto sentido, más cerca de la geometría algebraica que de la geometría diferencial. Otro ejemplo de esta propiedad que se relaciona con la naturaleza del plano complejo es que, en el análisis complejo de una sola variable, las singularidades de una función meromorfa son fácilmente describibles. En cambio, la posibilidad del comportamiento singular de una función continua de valor real es mucho más difícil de caracterizar. Como resultado de esto, se pueden estudiar fácilmente espacios singulares en geometría compleja, como las variedades analíticas complejas singulares o variedades algebraicas complejas singulares, mientras que en geometría diferencial a menudo se evita el estudio de espacios singulares.
En la práctica, la geometría compleja se encuentra en la intersección de la geometría diferencial, la geometría algebraica y el análisis en múltiples variables complejas, y se utilizan herramientas de los tres campos para estudiar espacios complejos. Las direcciones típicas de interés en geometría compleja involucran la clasificación de espacios complejos, el estudio de objetos holomorfos adjuntos a ellos (como los haces de vectores holomorfos y los paquetes coherentes) y las relaciones íntimas entre objetos geométricos complejos y otras áreas de las matemáticas y la física.

## Definiciones
La geometría compleja se ocupa del estudio de variedades complejas, variedades algebraicas complejas y variedades analíticas complejas. En esta sección se definen estos tipos de espacios y se presentan las relaciones entre ellos.
Una variedad compleja es un espacio topológico {\displaystyle X} tal que:
- {\displaystyle X} es un espacio de Hausdorff y cumple el segundo axioma de numerabilidad.
- {\displaystyle X} es localmente homeomorfo para un subconjunto abierto de {\displaystyle \mathbb {C} ^{n}} para algunos {\displaystyle n}. Es decir, para cada punto {\displaystyle p\in X}, existe un entorno {\displaystyle U} de {\displaystyle p} y un homeomorfismo {\displaystyle \varphi :U\to V} a un subconjunto abierto {\displaystyle V\subseteq \mathbb {C} ^{n}}. Estos conjuntos abiertos se denominan cartas.
- Si {\displaystyle (U_{1},\varphi )} y {\displaystyle (U_{2},\psi )} son dos cartas superpuestas que se asignan a conjuntos abiertos {\displaystyle V_{1},V_{2}} de {\displaystyle \mathbb {C} ^{n}} respectivamente, entonces la función de transición {\displaystyle \psi \circ \varphi ^{-1}:\varphi (U_{1}\cap U_{2})\to \psi (U_{1}\cap U_{2})} es un biholomorfismo.

Debe tenerse en cuenta que dado que cada biholomorfismo es un difeomorfismo, y que {\displaystyle \mathbb {C} ^{n}} es un isomorfismo como espacio vectorial sobre {\displaystyle \mathbb {R} ^{2n}}, cada variedad compleja de dimensión {\displaystyle n} es, en particular, una variedad suave de dimensión {\displaystyle 2n}, que siempre es un número par.
A diferencia de las variedades complejas que siempre son suaves, la geometría compleja también se ocupa de espacios posiblemente singulares. Una variedad analítica compleja afín es un subconjunto {\displaystyle X\subseteq \mathbb {C} ^{n}} tal que alrededor de cada punto {\displaystyle p\in X}, hay una vecindad abierta {\displaystyle U} de {\displaystyle p} y una colección de un número finito de funciones holomorfas {\displaystyle f_{1},\dots ,f_{k}:U\to \mathbb {C} } tales que {\displaystyle X\cap U=\{z\in U\mid f_{1}(z)=\cdots =f_{k}(z)=0\}=Z(f_{1},\dots ,f_{k})}. Por convención también se requiere que el conjunto {\displaystyle X} sea irreducible. Un punto {\displaystyle p\in X} es singular si la matriz jacobiana del vector de funciones holomorfas {\displaystyle (f_{1},\dots ,f_{k})} no tiene rango completo en {\displaystyle p}, y no singular en caso contrario. Una variedad analítica compleja proyectiva es un subconjunto {\displaystyle X\subseteq \mathbb {CP} ^{n}} de un espacio proyectivo complejo que está, de la misma manera, dado localmente por los ceros de una colección finita de funciones holomorfas en subconjuntos abiertos de {\displaystyle \mathbb {CP} ^{n}}.
De manera similar, se puede definir una variedad algebraica compleja afín como un subconjunto {\displaystyle X\subseteq \mathbb {C} ^{n}} que se da localmente como el conjunto cero de un número finito de polinomios en {\displaystyle n} variables complejas. Para definir una variedad algebraica compleja proyectiva, se requiere que el subconjunto {\displaystyle X\subseteq \mathbb {CP} ^{n}} esté dado localmente por el conjunto cero de un número finito de polinomios homogéneos.
Para definir una variedad algebraica compleja general o analítica compleja, se requiere la noción de espacio localmente anillado. Una variedad algebraica/analítica compleja es un espacio localmente anillado {\displaystyle (X,{\mathcal {O}}_{X})} que es localmente isomorfo como un espacio localmente anillado a una variedad algebraica/analítica compleja afín. En el caso analítico, normalmente se permite que {\displaystyle X} tenga una topología que es localmente equivalente a la topología subespacial debido a la identificación con subconjuntos abiertos de {\displaystyle \mathbb {C} ^{n}}, mientras que en el caso algebraico {\displaystyle X} suele estar equipado con un Topología de Zariski. Nuevamente también se requiere por convención que este espacio anillado localmente sea irreducible.
Dado que la definición de un punto singular es local, la definición dada para una variedad analítica/algebraica afín se aplica a los puntos de cualquier variedad analítica o algebraica compleja. El conjunto de puntos de una variedad {\displaystyle X} que son singulares se denomina "lugar singular", denotado {\displaystyle X^{sing}}, y el complemento es el lugar geométrico no singular o suave, denotado {\displaystyle X^{nonsing}}. Se dice que una variedad compleja es suave o no singular si su locus singular está vacío. Es decir, si es igual a su lugar geométrico no singular.
Según el teorema de la función implícita para funciones holomorfas, cada variedad compleja es en particular una variedad analítica compleja no singular, pero en general no es afín ni proyectiva. Según el teorema GAGA de Serre, toda variedad analítica compleja proyectiva es en realidad una variedad algebraica compleja proyectiva. Cuando una variedad compleja no es singular, es una variedad algebraica compleja. De manera más general, el lugar no singular de cualquier variedad compleja es una variedad algebraica compleja.

## Tipos de espacios complejos

### Variedades de Kähler
Las variedades complejas se pueden estudiar desde la perspectiva de la geometría diferencial, mediante la que están equipadas con estructuras geométricas adicionales como la variedad de Riemann o el espacio vectorial simpléctico. Para que esta estructura adicional sea relevante para la geometría compleja, se debe pedir que sea compatible con la estructura compleja en un sentido adecuado. Una variedad de Kähler es una variedad compleja con una estructura simpléctica y métrica de Riemann compatible con la estructura compleja. Cada subvariedad compleja de una variedad de Kähler es también de Kähler, y por lo tanto, en particular, cada variedad compleja proyectiva o afín no singular es Kähler, después de restringir la métrica hermítica estándar en {\displaystyle \mathbb {C} ^{n}} o métrica de Fubini-Study en {\displaystyle \mathbb {CP} ^{n}} respectivamente.
Otros ejemplos importantes de variedades de Kähler incluyen la superficie de Riemann, la superficie K3 y la variedad de Calabi-Yau.

### Variedades de Stein
El teorema GAGA de Serre afirma que las variedades analíticas complejas proyectivas son en realidad algebraicas. Si bien esto no es estrictamente cierto para las variedades afines, existe una clase de variedades complejas que actúan de manera muy similar a las variedades algebraicas complejas afines, llamadas variedades de Stein. Una variedad {\displaystyle X} es de Stein si es holomórficamente convexa y holomórficamente separable (consúltese el artículo sobre variedades de Stein). Sin embargo, se puede demostrar que esto equivale a que {\displaystyle X} sea una subvariedad compleja de {\displaystyle \mathbb {C} ^{n}} para algún {\displaystyle n}. Otra forma en que las variedades de Stein son similares a las variedades algebraicas complejas afines es que los teoremas de Cartan A y B se cumplen para las variedades de Stein.
Ejemplos de variedades de Stein incluyen las superficies de Riemann no compactas y las variedades algebraicas complejas afines no singulares.

### Hipervariedades de Kähler
Una clase especial de variedades complejas son las hipervariedades de Kähler, que son variedades de Riemann que admiten tres estructuras casi complejas integrables {\displaystyle I,J,K} distintas y compatibles que satisfacen las relaciones cuaterniónicas {\displaystyle I^{2}=J^{2}=K^{2}=IJK=-\operatorname {Id} }. Por lo tanto, las hipervariedades de Kähler son variedades de Kähler de tres maneras diferentes, y poseen una rica estructura geométrica.
Ejemplos de hipervariedades de Kähler incluyen los espacios ALE, las superficies K3, los espacios de módulo del haz de Higgs, variedades carcaj y muchos otros espacios de módulos que surgen de la teoría de campo de gauge y de la teoría de representación.

### Variedades de Calabi-Yau

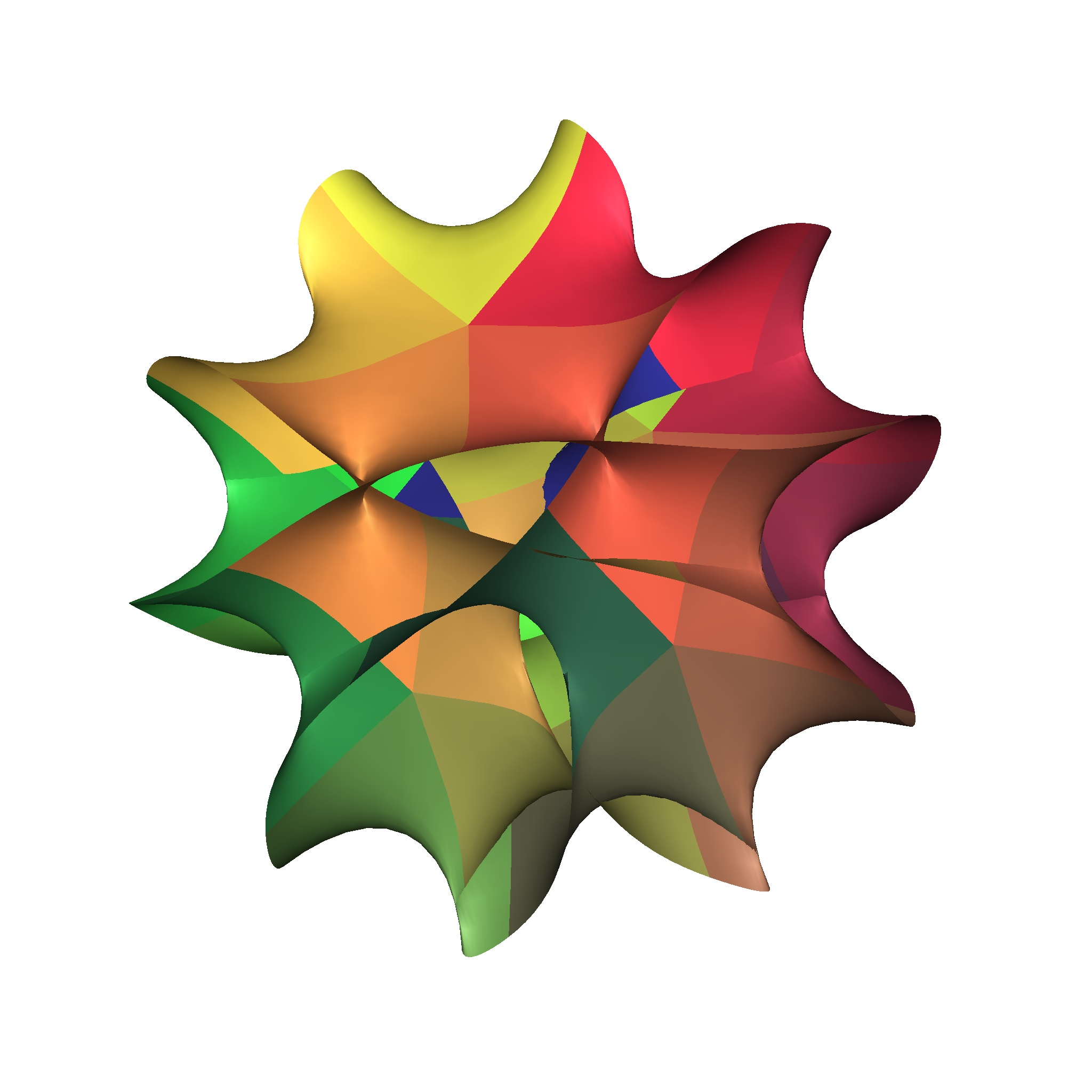
Una porción bidimensional real de un trébol quíntico de Calabi–Yau

Como se mencionó, las variedades de Calabi-Yau generan una clase particular de variedades de Kähler, dadas por variedades de Kähler con paquete canónico trivial {\displaystyle K_{X}=\Lambda ^{n}T_{1,0}^{*}X}. Normalmente, la definición de una variedad de Calabi-Yau también requiere que {\displaystyle X} sea compacto. En este caso, la demostración dada por Shing-Tung Yau de la conjetura de Calabi implica que {\displaystyle X} admite una métrica de Kähler con tensor de Ricci nulo, y esto puede tomarse como una definición equivalente de las variedades de Calabi-Yau.
Estas estructuras han encontrado uso en la teoría de cuerdas y en simetría especular, donde se utilizan para modelar las 6 dimensiones adicionales del espacio-tiempo en modelos de 10 dimensiones de la teoría de cuerdas. Las curvas elípticas, las superficies K3 y las variedades abelianas complejas proporcionan ejemplos de variedades de Calabi-Yau.

### Variedades de Fano complejas
Una variedad de Fano compleja es una variedad algebraica compleja con un paquete de líneas anticanónico amplio (es decir, {\displaystyle K_{X}^{*}} es amplio). Las variedades de Fano son de considerable interés en geometría algebraica compleja y, en particular, en geometría birracional, donde a menudo surgen en los programas de modelos mínimos. Ejemplos fundamentales de variedades de Fano vienen dados por el espacio proyectivo {\displaystyle \mathbb {CP} ^{n}}, donde {\displaystyle K={\mathcal {O}}(-n-1)}, y las hipersuperficies suaves de {\displaystyle \mathbb {CP} ^{n}} de grado menor que {\displaystyle n+1}.

### Variedades tóricas

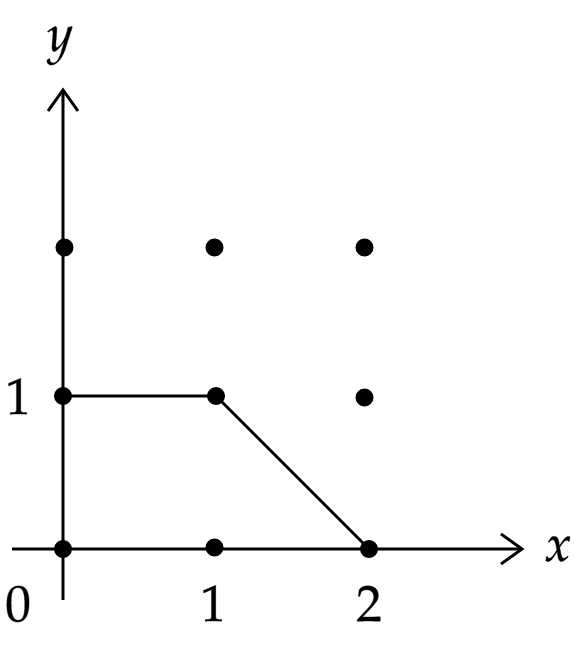
Politopo de momento que describe la primera superficie de Hirzebruch

Las variedades tóricas son variedades algebraicas complejas de dimensión {\displaystyle n} que contienen un conjunto denso abierto biholomorfo a {\displaystyle (\mathbb {C} ^{*})^{n}}, equipado con una acción de {\displaystyle (\mathbb {C} ^{*})^{n}} que extiende la acción en el subconjunto denso abierto. Una variedad tórica puede describirse combinatoriamente mediante su abanico tórico y, al menos cuando no es singular, mediante un politopo momento. Este es un polígono en {\displaystyle \mathbb {R} ^{n}} con la propiedad de que cualquier vértice puede convertirse en la forma estándar del vértice del ortante positivo mediante la acción de {\displaystyle \operatorname {GL} (n,\mathbb {Z} )}. La variedad tórica se puede obtener como un espacio adecuado que genera un fibrado sobre el politopo.
Numerosas construcciones que se realizan sobre variedades tóricas admiten descripciones alternativas en términos de combinatoria y geometría del politopo de momento o su abanico tórico asociado. Esto hace que las variantes tóricas sean un caso de prueba especialmente atractivo para muchas construcciones de geometría compleja. Ejemplos de variedades tóricas incluyen los espacios proyectivos complejos y los haces sobre ellos.

## Técnicas en geometría compleja
Debido a la rigidez de las funciones holomorfas y de las variedades complejas, las técnicas típicamente utilizadas para estudiar variedades complejas y variedades algebraicas complejas difieren de las utilizadas en la geometría diferencial regular y están más cerca de las técnicas utilizadas en la geometría algebraica. Por ejemplo, en geometría diferencial, muchos problemas se abordan tomando construcciones locales y uniéndolas globalmente utilizando particiones de la unidad. Las particiones de la unidad no existen en la geometría compleja, por lo que el problema de cuándo los datos locales pueden unirse a los datos globales es más sutil. La cohomología de haces mide precisamente cuándo se pueden unir los datos locales, y los haces y su cohomología son herramientas importantes.
Por ejemplo, problemas famosos en el análisis de varias variables complejas que precedieron a la introducción de definiciones modernas son los problemas de Cousin, que preguntan con precisión cuándo se pueden unir datos meromórficos locales para obtener una función meromórfica global. Estos viejos problemas pueden resolverse simplemente después de la introducción de haces y de grupos de cohomología.
Ejemplos especiales de haces utilizados en geometría compleja incluyen los haces de líneas holomorfos (y los divisores asociados a ellos), haces de vectores holomórficos y haces coherentes. Dado que la cohomología de haces mide las obstrucciones en la geometría compleja, una técnica que se utiliza es demostrar teoremas de fuga. Ejemplos de teoremas de fuga en geometría compleja incluyen el teorema de desaparición de Kodaira para la cohomología de haces de líneas en variedades compactas de Kähler y los teoremas de Cartan A y B para la cohomología de haces coherentes en variedades complejas afines.
La geometría compleja también hace uso de técnicas que surgen del análisis y la geometría diferencial. Por ejemplo, el teorema de Hirzebruch-Riemann-Roch, un caso especial del teorema del índice de Atiyah-Singer, calcula la característica holomorfa de Euler de un haz de vectores holomorfos en términos de clases características del haz de vectores complejo suave subyacente.

## Clasificación en geometría compleja
Un tema importante en geometría compleja es la clasificación. Debido a la naturaleza rígida de las variedades complejas, el problema de clasificar estos espacios suele ser manejable. La clasificación en geometría compleja y algebraica a menudo se aborda mediante el estudio del espacio de módulos, que a su vez son variedades o variedades complejas cuyos puntos clasifican otros objetos geométricos que surgen en geometría compleja.

### Superficies de Riemann
El término módulos fue acuñado por Bernhard Riemann durante su trabajo original en las superficies que llevan su nombre. La teoría de clasificación es más conocida para las superficies compactas de Riemann. Según la clasificación de superficies orientadas cerradas, las superficies compactas de Riemann vienen en un número contable de tipos discretos, medidos por su genus {\displaystyle g}, que es un número entero no negativo que cuenta el número de orificios en la superficie compacta de Riemann dada.
La clasificación se deriva esencialmente del teorema de uniformización y es la siguiente:
- g = 0: {\displaystyle \mathbb {CP} ^{1}}
- g = 1: Existe una variedad compleja unidimensional que clasifica posibles superficies compactas de Riemann del género 1, denominadas curvas elípticas, la curva modular. Por el teorema de uniformización, cualquier curva elíptica se puede escribir como un cociente {\displaystyle \mathbb {C} /(\mathbb {Z} +\tau \mathbb {Z} )} donde {\displaystyle \tau } es un número complejo con parte imaginaria estrictamente positiva. El espacio de módulos viene dado por el cociente del grupo {\displaystyle \operatorname {PSL} (2,\mathbb {Z} )} que actúa sobre semiplano superior mediante transformaciones de Möbius.
- g > 1: Para cada genus mayor que uno, existe un espacio de módulos {\displaystyle {\mathcal {M}}_{g}} de superficies compactas de Riemann de género g, de dimensión {\displaystyle \dim _{\mathbb {C} }{\mathcal {M}}_{g}=3g-3}. Similar al caso de las curvas elípticas, este espacio puede obtenerse mediante un cociente adecuado del semiespacio superior de Siegel por la acción del grupo {\displaystyle \operatorname {Sp} (2g,\mathbb {Z} )}.

### Haz de líneas holomorfas
La geometría compleja se ocupa no solo de espacios complejos, sino también de otros objetos holomorfos adjuntos a ellos. La clasificación de haces de líneas holomorfas en una variedad compleja {\displaystyle X} viene dada por la variedad de Picard {\displaystyle \operatorname {Pic} (X)} de {\displaystyle X}.
La variedad de Picard se puede describir fácilmente en el caso en que {\displaystyle X} sea una superficie compacta de Riemann del género g. Es decir, en este caso, es una unión disjunta de variedades abelianas complejas, cada una de las cuales es isomorfa a la variedad jacobiana de la curva, clasificando los divisores de grado cero hasta la equivalencia lineal. En términos de geometría diferencial, estas variedades abelianas son toros complejos, variedades complejas difeomorfas de {\displaystyle (S^{1})^{2g}}, posiblemente con una de muchas estructuras complejas diferentes.
Por el teorema de Torelli, una superficie compacta de Riemann está determinada por su variedad jacobiana, y esto demuestra una de las razones por las que el estudio de estructuras en espacios complejos puede ser útil, ya que puede permitir resolver la clasificación de los espacios mismos.